# Ruta de Illinois 13
La Ruta de Illinois 13, y abreviada IL 13 (en inglés: Illinois Route 13) es una carretera estatal estadounidense ubicada en el estado de Illinois. La carretera inicia en el oeste desde la IL 157  , IL 163   en Centreville hacia el este en la KY 56     en Old Shawneetown. La carretera tiene una longitud de 243,9 km (151.54 mi).

## Mantenimiento
Al igual que las autopistas interestatales, y las rutas federales y el resto de carreteras estatales, la Ruta de Illinois 13 es administrada y mantenida por el Departamento de Transporte de Illinois por sus siglas en inglés IDOT.